# Shrinking Violet
Shrinking Violet è il sesto album degli L.A. Guns, uscito il 1º giugno 1999 per l'Etichetta Perris Records.

## Tracce
1. Girl You Turn Me On (Cyrpt, Guns, Pearl, Riley) 4:46
2. Shrinking Violet (Cyrpt, Guns, Pearl, Riley) 3:13
3. Dreamtime (Guns, Riley) 4:49
4. Barbed Wire (Cyrpt, Guns, Pearl, Riley) 5:48
5. I'll Be There (Cyrpt, Guns, Pearl, Riley) 3:59
6. California (Cyrpt, Guns, Pearl, Riley) 3:29
7. Cherries (Cyrpt, Guns, Pearl, Riley) 3:52
8. Decide (Cyrpt, Guns, Pearl, Riley) 5:42
9. Big Lil' Thing (Cyrpt, Guns, Pearl, Riley) 3:02
10. It's Hard (Cyrpt, Guns, Pearl, Riley) 4:47
11. Bad Whiskey (Cyrpt, Guns, Pearl, Riley) 5:02
12. How Many More Times (Bonham, Jones, Page) 8:51 (Led Zeppelin Cover)

## Formazione
- Jizzy Pearl - voce
- Tracii Guns - chitarra
- Johnny Crypt - basso
- Steve Riley- Batteria

### Altri musicisti
- Teddy Andreadis - tastiere nelle tracce 3, 4
- Gilby Clarke - chitarra addizionale nella traccia 3